# Ustianowa (przystanek kolejowy)
Ustianowa – przystanek kolejowy i ładownia w Ustjanowej Dolnej, w województwie podkarpackim, w Polsce, na linii Stróże – Krościenko. Znajduje się tu jeden peron. W marcu 2023 r. przywrócono połączenia z Sanoka do Ustrzyk Dolnych.

## Ruch pasażerski
| Rok  | Wymiana pasażerska na dobę |
| ---- | -------------------------- |
| 2017 | –                          |
| 2022 | 0-9                        |